# オスマン帝国のスルタンが参加した戦闘の一覧
本項では、オスマン帝国のスルタンが参加した戦闘（オスマンていこくのスルタンがさんかしたせんとう）を列挙する。本項で列挙する戦闘には会戦のみが含まれ、攻城戦は除外している。

## 一覧
| 日付           | 戦闘                     | スルタン      | 敵軍                             | 敵軍の指揮官                                |
| -------------- | ------------------------ | ------------- | -------------------------------- | ------------------------------------------- |
| 1302年7月27日  | コユンヒサルの戦い       | オスマン1世   | 東ローマ帝国                     | ゲオルギオス・ムザロン（Γεώργιος Μουζάλων） |
| 1303年春       | ディンボスの戦い         | オスマン1世   | 東ローマ帝国                     |                                             |
| 1329年6月11日  | ペレカヌンの戦い         | オルハン      | 東ローマ帝国                     | アンドロニコス3世パレオロゴス               |
| 1389年6月15日  | コソボの戦い             | ムラト1世     | セルビア公国、ボスニア王国       | ラザル・フレベリャノヴィチ                  |
| 1395年5月17日  | ロヴィネの戦い           | バヤズィト1世 | ワラキア公国                     | ミルチャ1世                                 |
| 1396年9月25日  | ニコポリスの戦い         | バヤズィト1世 | 十字軍                           | ジギスムント                                |
| 1402年7月20日  | アンカラの戦い           | バヤズィト1世 | ティムール朝                     | ティムール                                  |
| 1444年11月10日 | ヴァルナの戦い           | ムラト2世     | ヴァルナ十字軍                   | ヴワディスワフ3世、フニャディ・ヤーノシュ   |
| 1448年10月20日 | コソボの戦い             | ムラト2世     | ハンガリー王国、ワラキア公国     | フニャディ・ヤーノシュ                      |
| 1473年8月11日  | オトルクベリの戦い       | メフメト2世   | 白羊朝                           | ウズン・ハサン                              |
| 1476年7月26日  | ヴァレア・アルバの戦い   | メフメト2世   | モルダヴィア公国                 | シュテファン3世                             |
| 1514年8月23日  | チャルディラーンの戦い   | セリム1世     | サファヴィー朝                   | イスマーイール1世                           |
| 1516年8月24日  | マルジュ・ダービクの戦い | セリム1世     | マムルーク朝                     | アシュラフ・カーンスーフ・ガウリー          |
| 1517年1月22日  | リダニヤの戦い           | セリム1世     | マムルーク朝                     | アシュラフ・トゥーマーンバーイ              |
| 1526年8月29日  | モハーチの戦い           | スレイマン1世 | ハンガリー王国                   | ラヨシュ2世                                 |
| 1596年10月26日 | ケレステシュの戦い       | メフメト3世   | 神聖ローマ帝国、ハプスブルク帝国 | マクシミリアン3世・フォン・エスターライヒ   |
| 1621年9月28日  | ホティンの戦い           | オスマン2世   | ポーランド＝リトアニア共和国     | ヤン・カロル・ホトキェヴィチ                |
| 1697年9月11日  | ゼンタの戦い             | ムスタファ2世 | 神聖ローマ帝国、ハプスブルク帝国 | オイゲン・フォン・ザヴォイエン              |

## 戦闘に参加したスルタンのギャラリー
括弧内は在位期間。

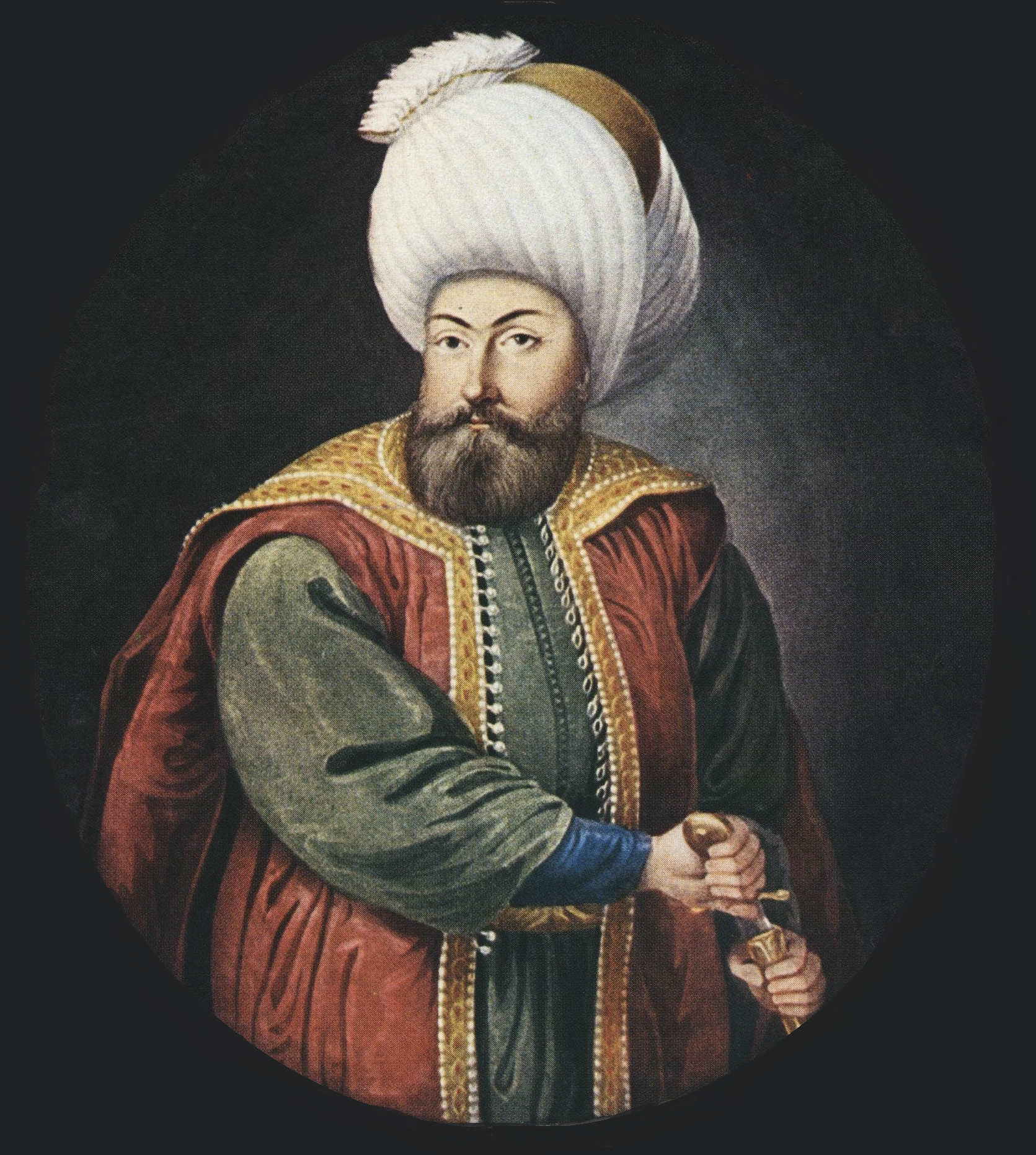
オスマン1世（1299年 - 1324年）
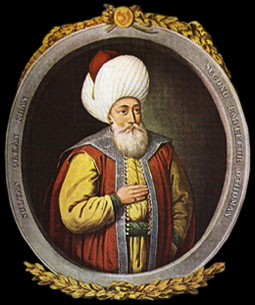
オルハン（1324年 - 1361年）
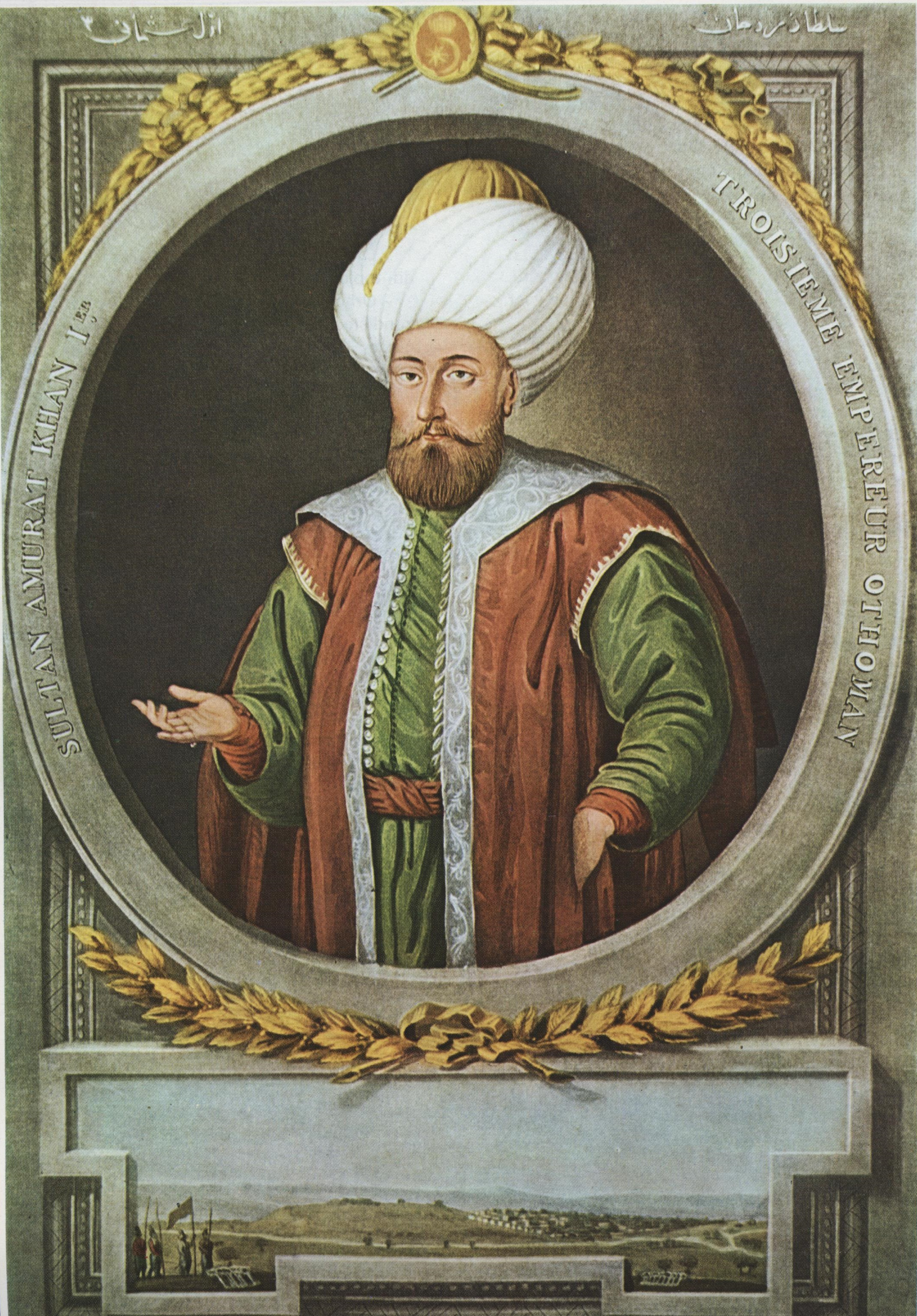
ムラト1世（1361年 - 1389年）
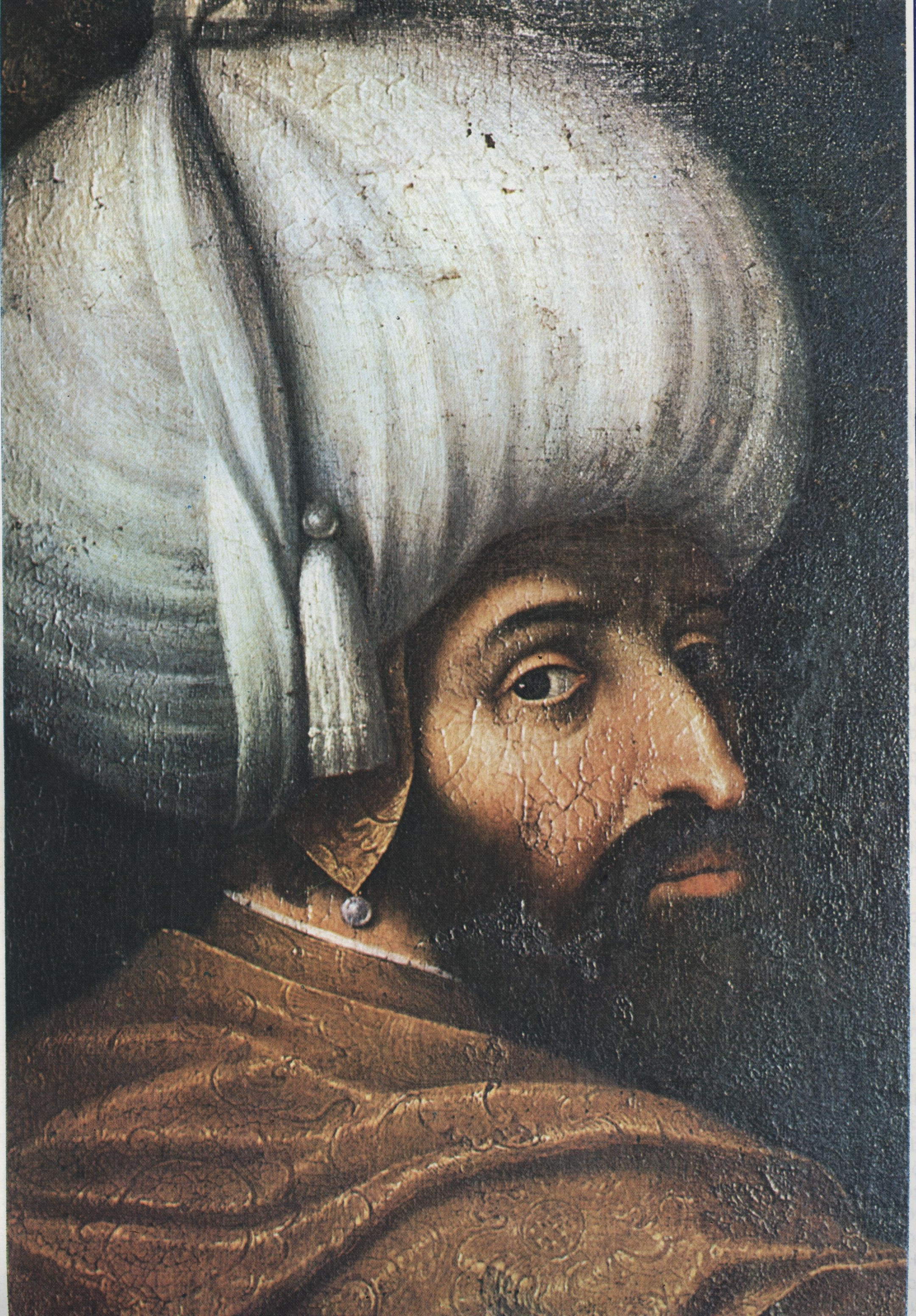
バヤズィト1世（1389年 - 1402年）
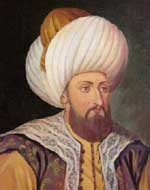
ムラト2世（1421年 - 1451年）
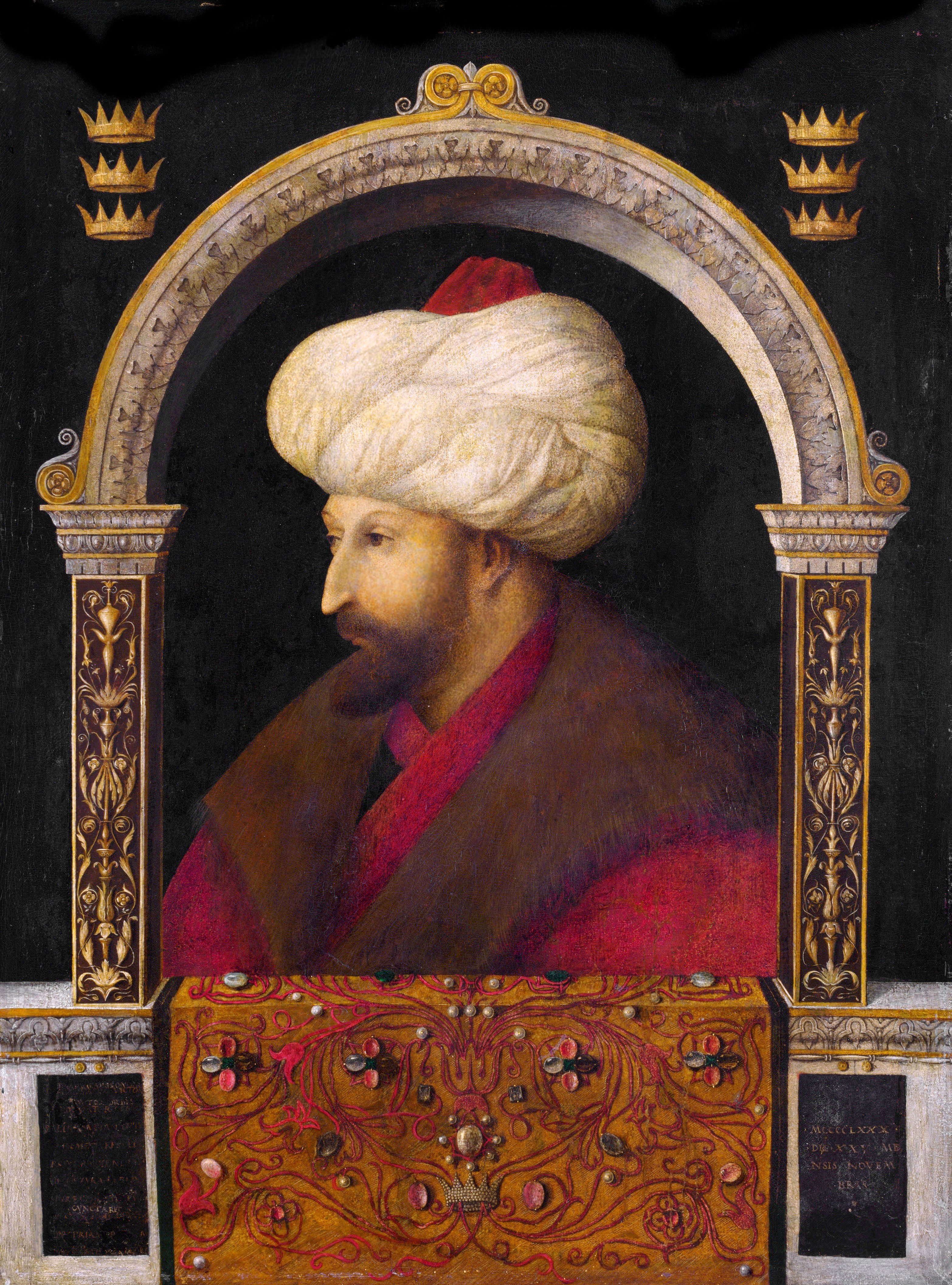
メフメト2世（1451年 - 1481年）
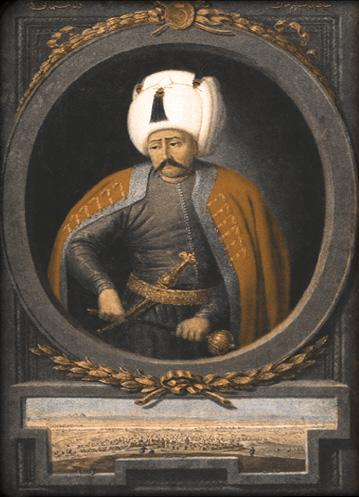
セリム1世（1512年 - 1520年）
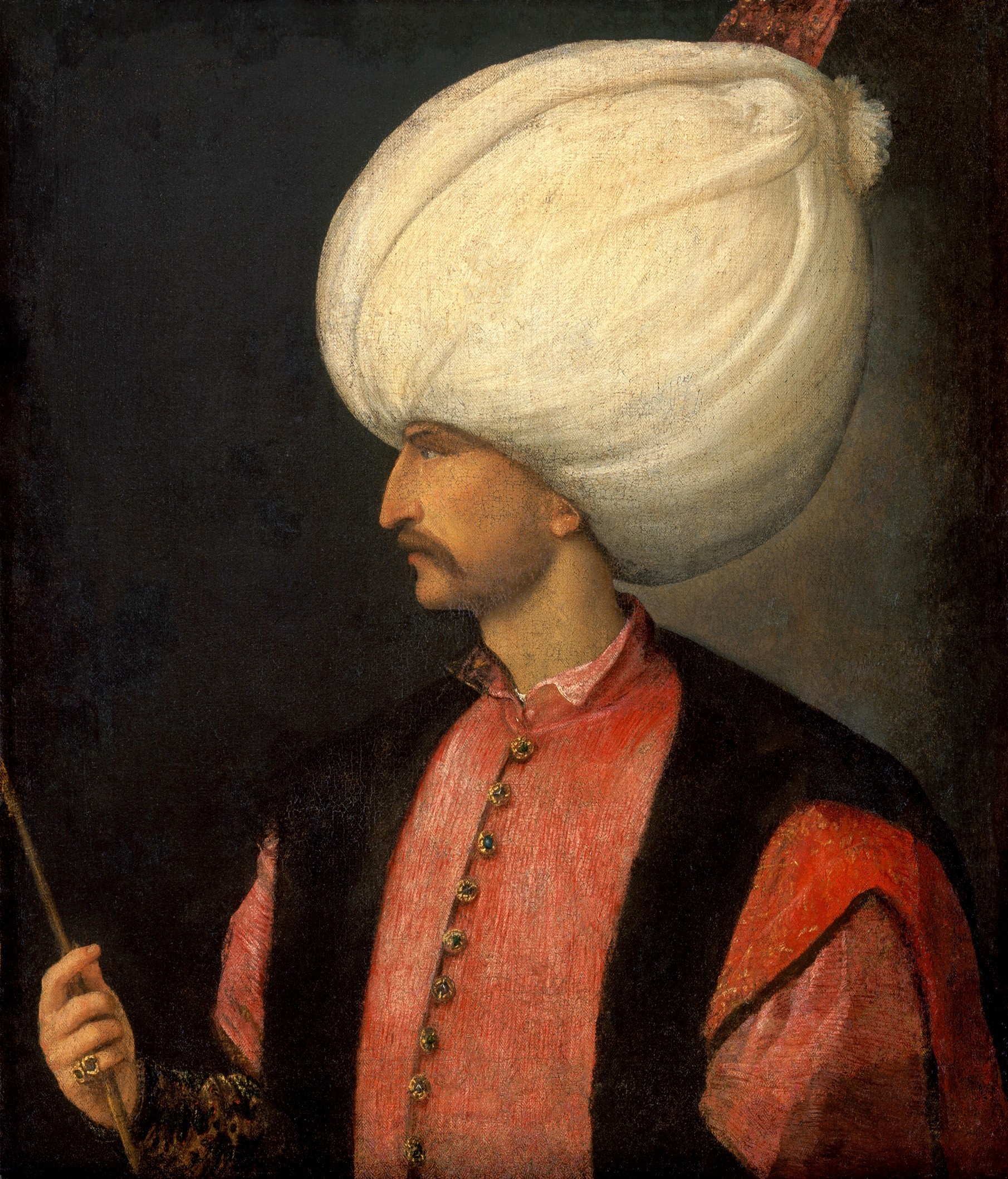
スレイマン1世（1520年 - 1566年）
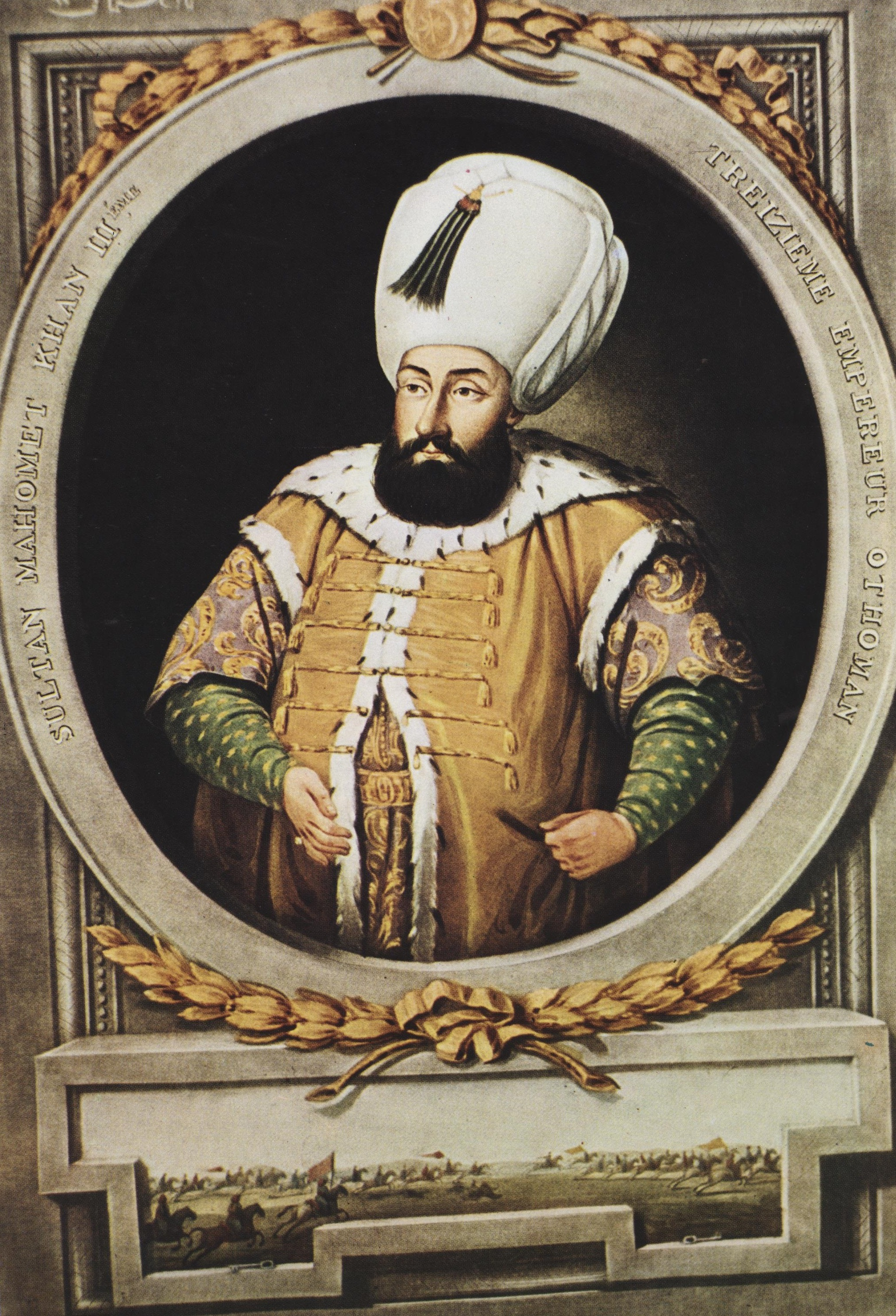
ムラト3世（1595年 - 1603年）
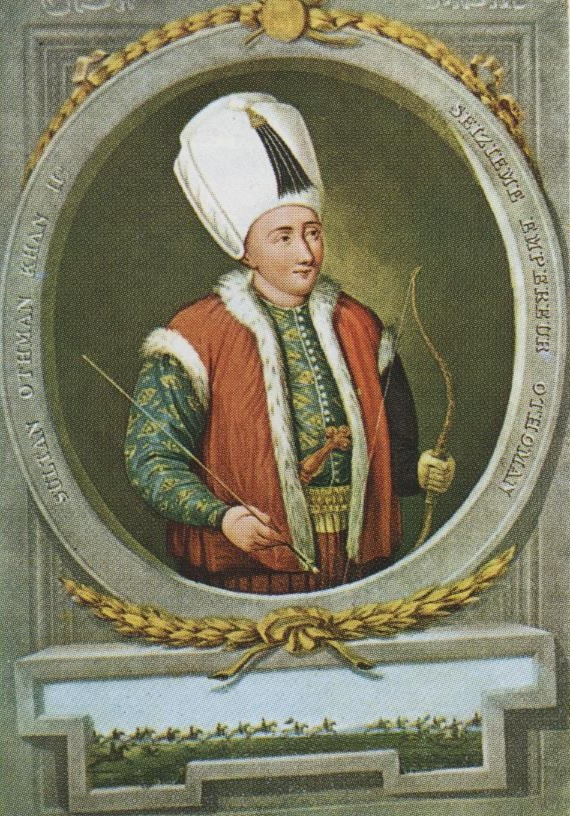
オスマン2世（1618年 - 1622年）
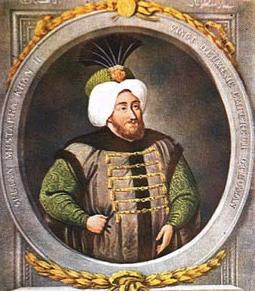
ムスタファ2世（1695年 - 1703年）